# Église monolithe d'Aubeterre-sur-Dronne
L’église monolithe d'Aubeterre est une ancienne église paroissiale dédiée au Saint-Sauveur puis à Saint-Jean située à Aubeterre-sur-Dronne, dans le département de la Charente et le diocèse d'Angoulême. Creusée dans une falaise surplombant le village à partir du VIIIe siècle, elle est agrandie au XIIe siècle par une communauté de moines bénédictins. 
Comptant parmi les plus importantes églises monolithes de France, elle fait l’objet d’un classement au titre des monuments historiques depuis le 3 septembre 1912. Le terme d'église troglodyte, ou souterraine, serait cependant plus exact.

## Histoire
L'histoire de cet édifice atypique demeure assez méconnue. 
Sommet de l'architecture soustractive française, la cavité primitive est agrandie au cours d'une première campagne durant le VIIIe siècle : de cette période subsiste une piscine baptismale creusée à même le roc, ornée en son fond d'une croix grecque. 
Au XIIe siècle, Pierre de Castillon, vicomte d'Aubeterre, fait agrandir cette église monolithe lors de son retour de croisade pour y installer des reliques, en même temps que celle de Saint-Émilion, en deux sites de sa seigneurie. S'inspirant de modèles visités en Cappadoce pour la technique de creusement du haut vers le bas (moins dangereuse que l'inverse), il conçoit deux petites memoriae (imitations en mémoire) du Saint-Sépulcre. On découvrit au XIXe siècle des ossements conservés dans des châsses de plomb à l'intérieur de la base, justifiant l'appellation de reliquaire. Le niveau supérieur, ajouré, servait peut-être à des ostentations.
On peut penser que les pierres extraites lors du creusement servirent à l'édification du château qui se trouve au-dessus.
De 1155 à la Révolution, l'église a le statut de collégiale séculière : une communauté de chanoines, et non de moines, y accomplissent le service liturgique, en étant financée par les revenus de dix-huit églises alentour. À l'origine consacrée au Saint-Sauveur, elle devient dédiée à saint Jean pendant les guerres de Religion dans les années 1550.
L'implantation d'une communauté de moines bénédictins marque le début des travaux, au cours desquels l'édifice prend sa configuration actuelle. 
Il devient sans doute une halte pour les pèlerins en route vers Saint-Jacques de Compostelle, au même titre que la collégiale Saint-Jacques toute proche. 
Le sanctuaire fut réaménagé au XVIIe siècle, époque à laquelle certaines parois furent reprises en maçonnerie.
L'église Saint-Jean a titre d'église paroissiale jusqu'en 1794, où elle est transformée en fabrique de salpêtre, afin d'alimenter en poudre à canon les armées révolutionnaires. Elle est ensuite transformée en cimetière, fonction qu'elle conserve jusqu'à ce qu'un arrêté de salubrité publique mette fin à cette pratique, en 1865.
À la suite de son classement, des travaux de déblaiement à partir de 1958 relancent l'intérêt pour les lieux.
Visitée par 65 000 personnes en 2014, l'église va être l'objet « d'importants travaux de consolidation et de rénovation » sur plusieurs années qui pourraient débuter fin 2015, pour un budget estimé à quatre millions d'euros.

## Description
L'église monolithe d'Aubeterre s'inscrit dans une sorte de grand rectangle de vingt-sept mètres de long pour seize mètres de large, dimensions qui en font une des plus grandes églises de ce type en Europe. Elle se compose d'une abside hémicylindrique voûtée en cul de four, précédée d'une large nef, séparée d'un unique bas-côté par une série de piliers massifs présentant la particularité de passer du plan octogonal (à la base) au plan carré (au sommet), et d'un long vestibule à voûte parabolique bordé d'enfeus. Les voûtes, taillées en plein cintre, s'élèvent à presque vingt mètres. 
À environ quinze mètres, l'église est bordée sur trois de ses côtés par une galerie, sorte de triforium, à laquelle on accède par un escalier taillé dans le roc. Autrefois, cette galerie était également accessible depuis l'extérieur. Un passage reliait par ailleurs l'église au château, situé juste au-dessus, au sommet d'une éminence calcaire surplombant le val de Dronne. Le mur opposé, qui atteint un mètre quatre-vingts d'épaisseur, est percé de trois grandes baies en plein cintre, permettant l'éclairage direct du sanctuaire.
Cette église rupestre abrite un ensemble unique comprenant un imposant reliquaire en pierre (6 mètres de hauteur), joyau de l'art roman, une fosse à reliques, une cuve baptismale paléochrétienne ornée d'une croix grecque et une crypte, antérieure à l'époque chrétienne (des stalles médiévales y sont encore visibles). 
Trônant au centre de l'abside, le reliquaire s'inspire sans doute du Saint-Sépulcre de Jérusalem, tel que décrit par les premiers croisés. Ce monument, à deux étages, est orné de colonnettes et d'archivoltes, dans la plus pure tradition romane. Des dépouilles en ont été extraites en 1848, correspondant à d'anciens seigneurs d'Aubeterre (dont le maréchal d'Esparbès de Lussan). Côté ouest, s'étend une véritable nécropole constituée de près de quatre-vingts sarcophages à épaulement.
L'église Saint-Jean partage des caractéristiques communes avec deux églises « sœurs » de la région : l'église monolithe de Saint-Émilion et, considérablement plus modeste, la chapelle de l'ermitage Saint-Martial à Mortagne-sur-Gironde.

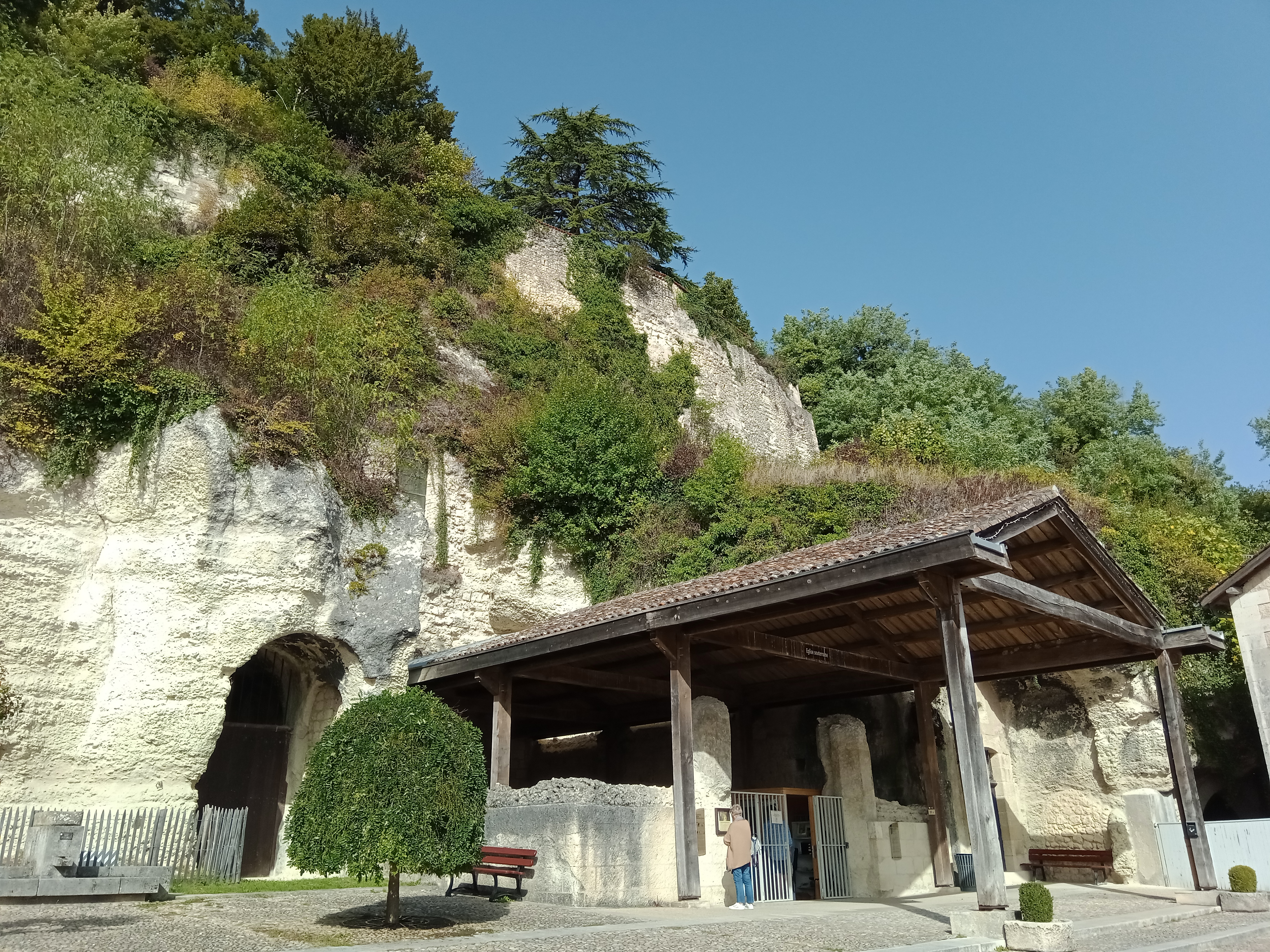
Entrée de l'église.
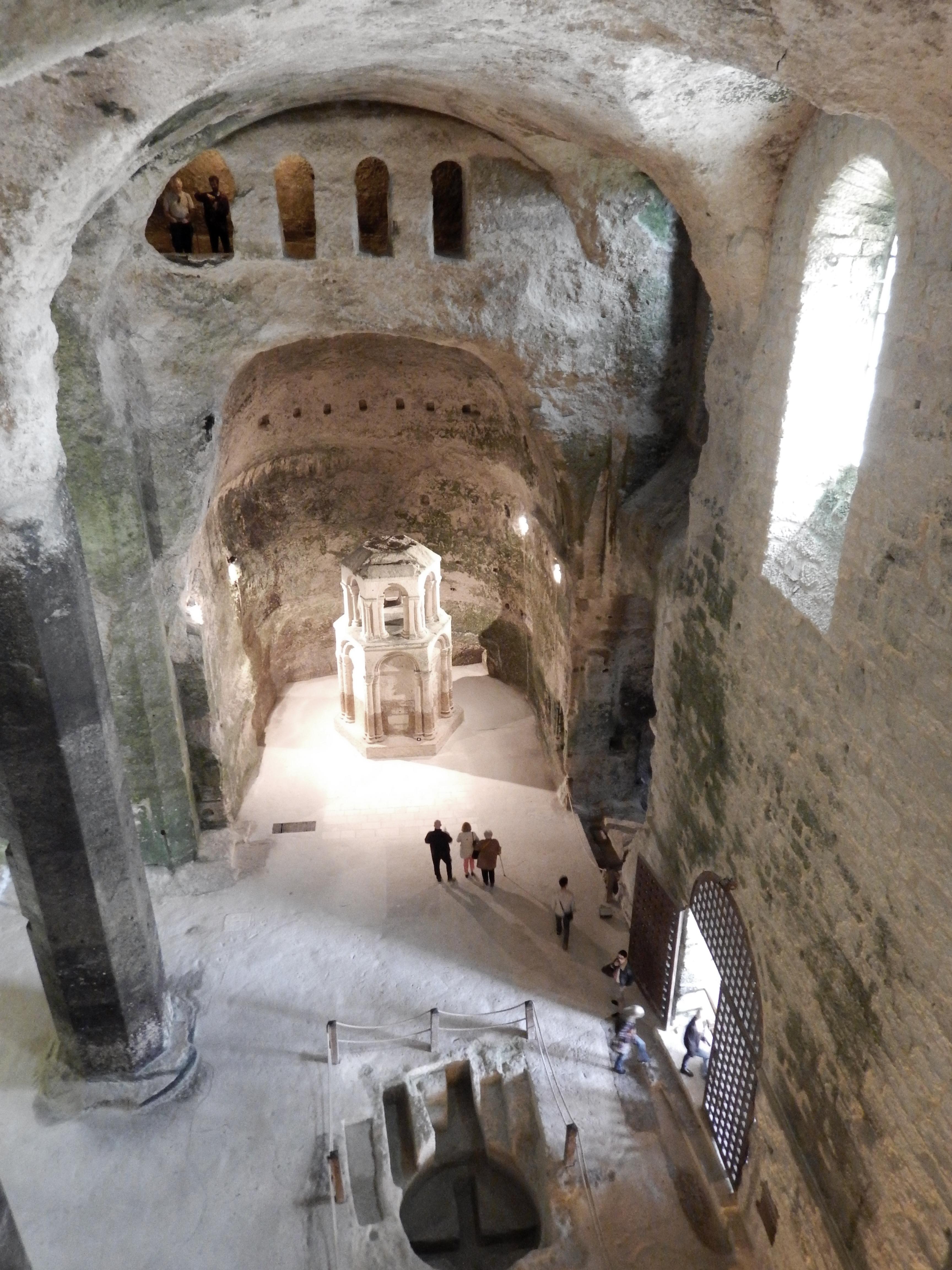
Vue générale depuis la galerie arrière.
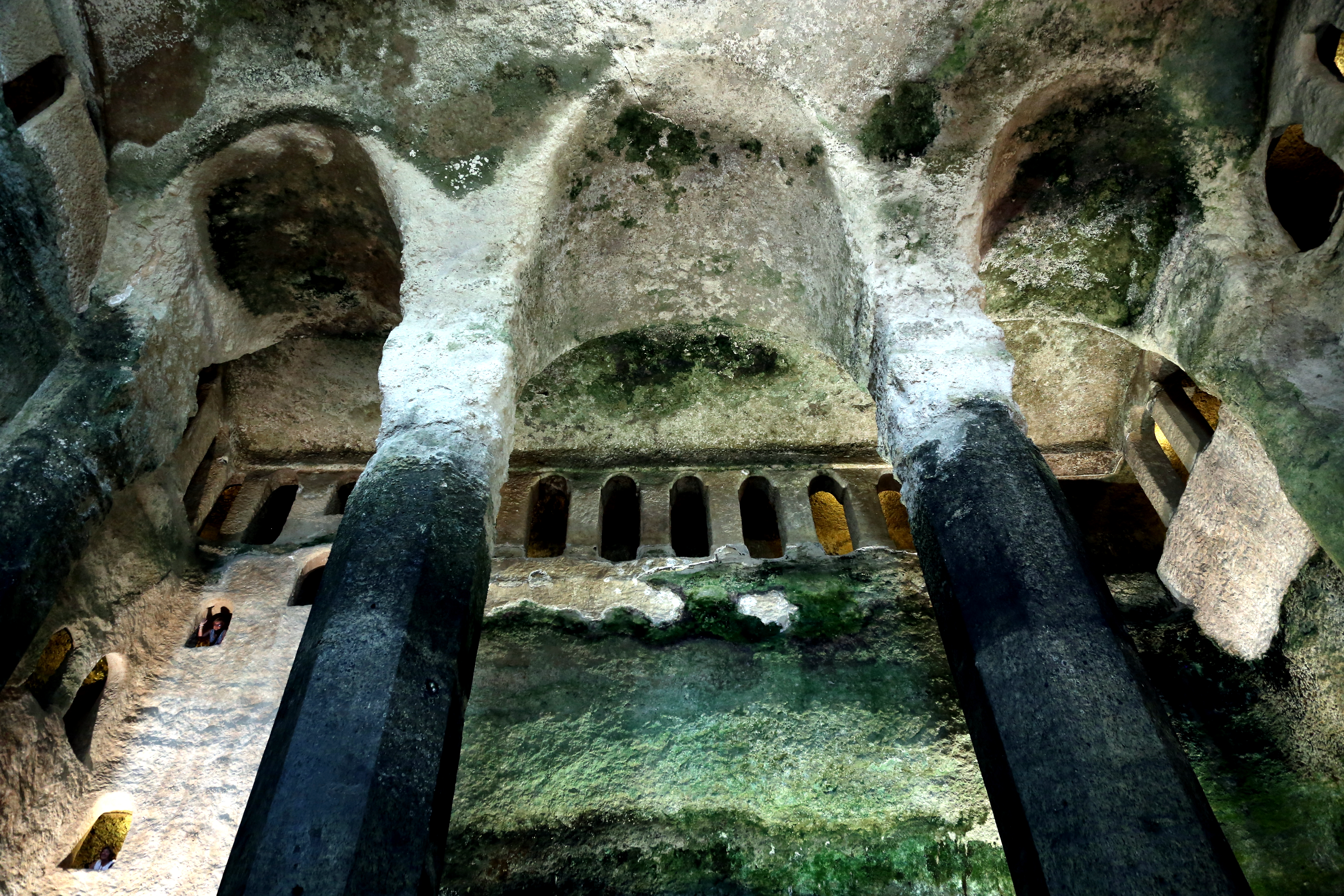
Vue vers la galerie arrière.
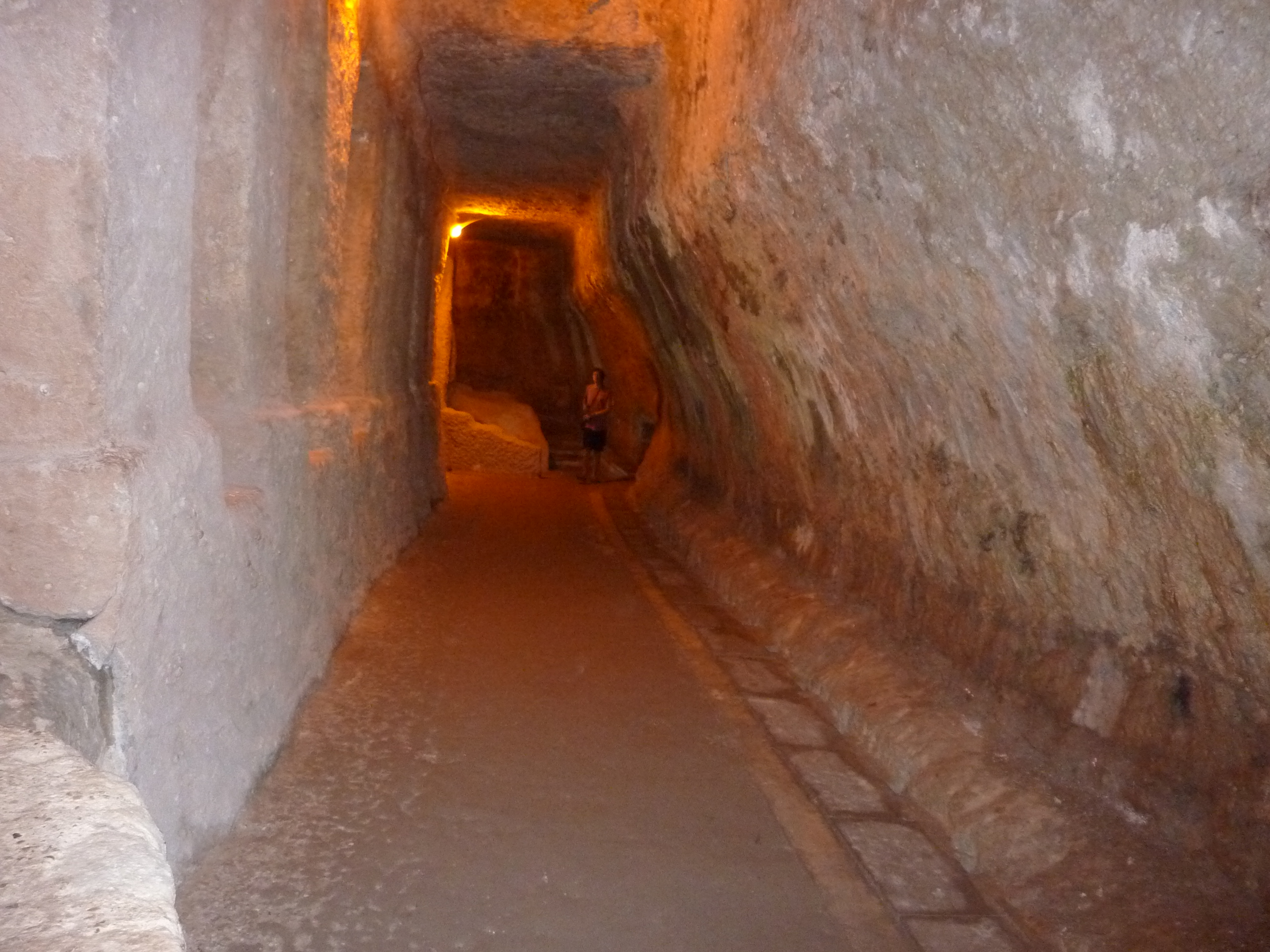
Intérieur de la galerie.
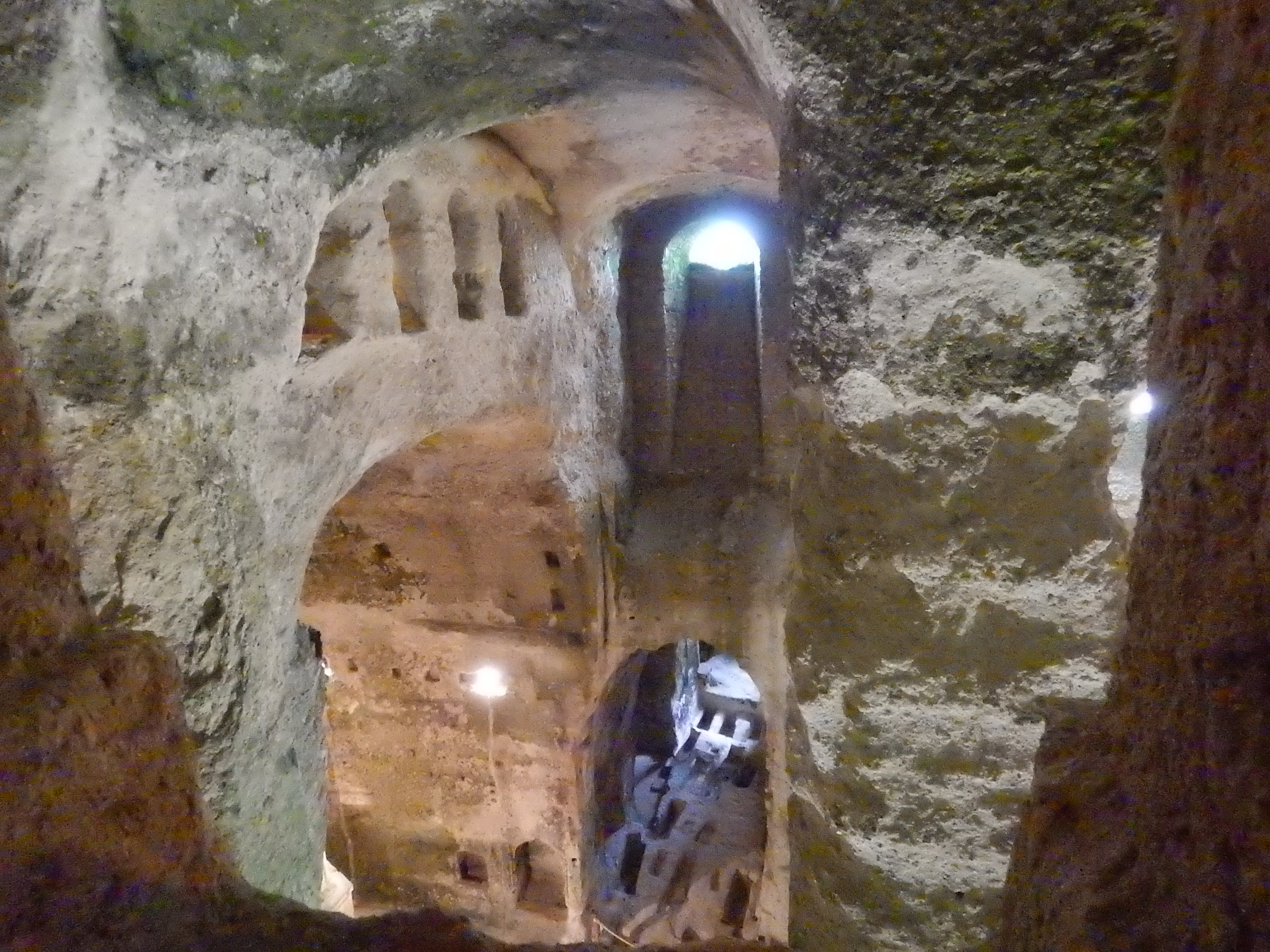
Avant haut de la nef.